# Śnieżnik (góra)

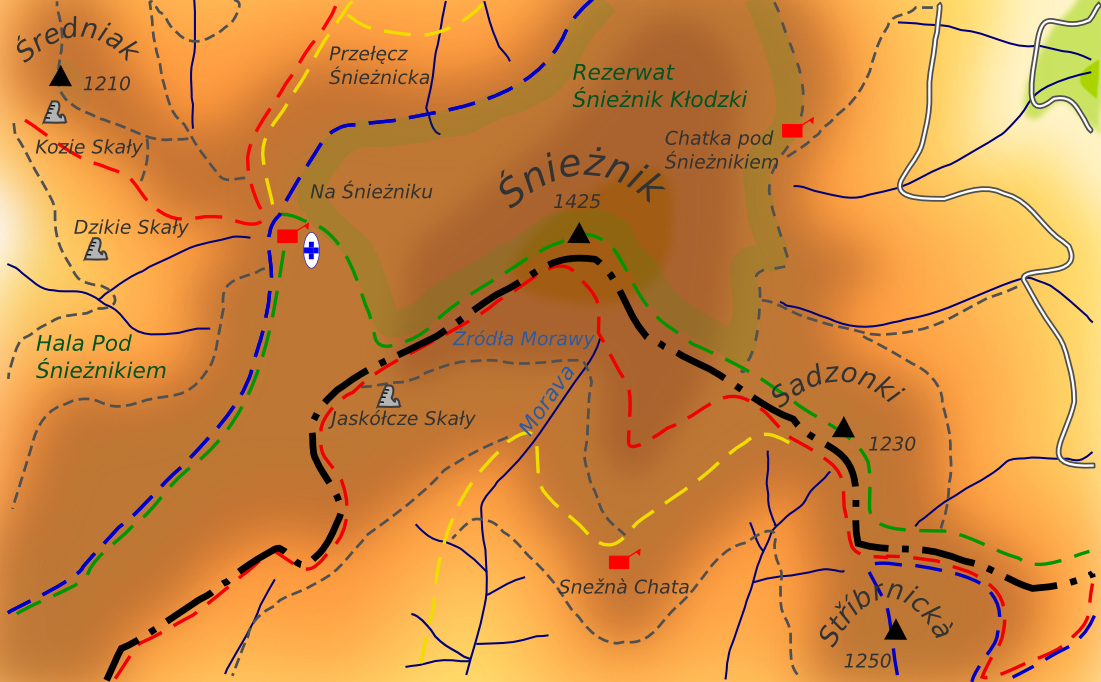
Mapa masywu Śnieżnika

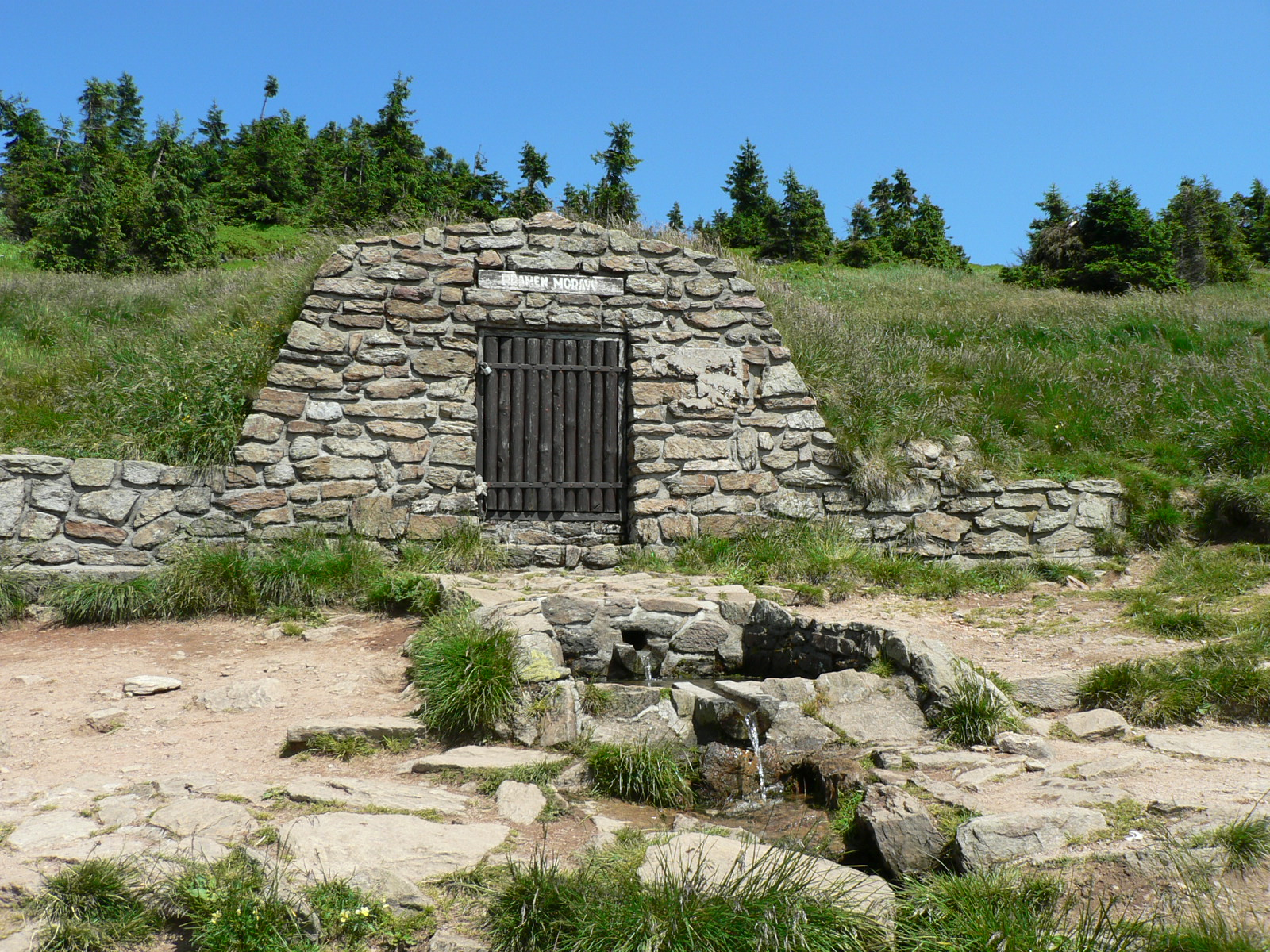
Źródło rzeki Morawy

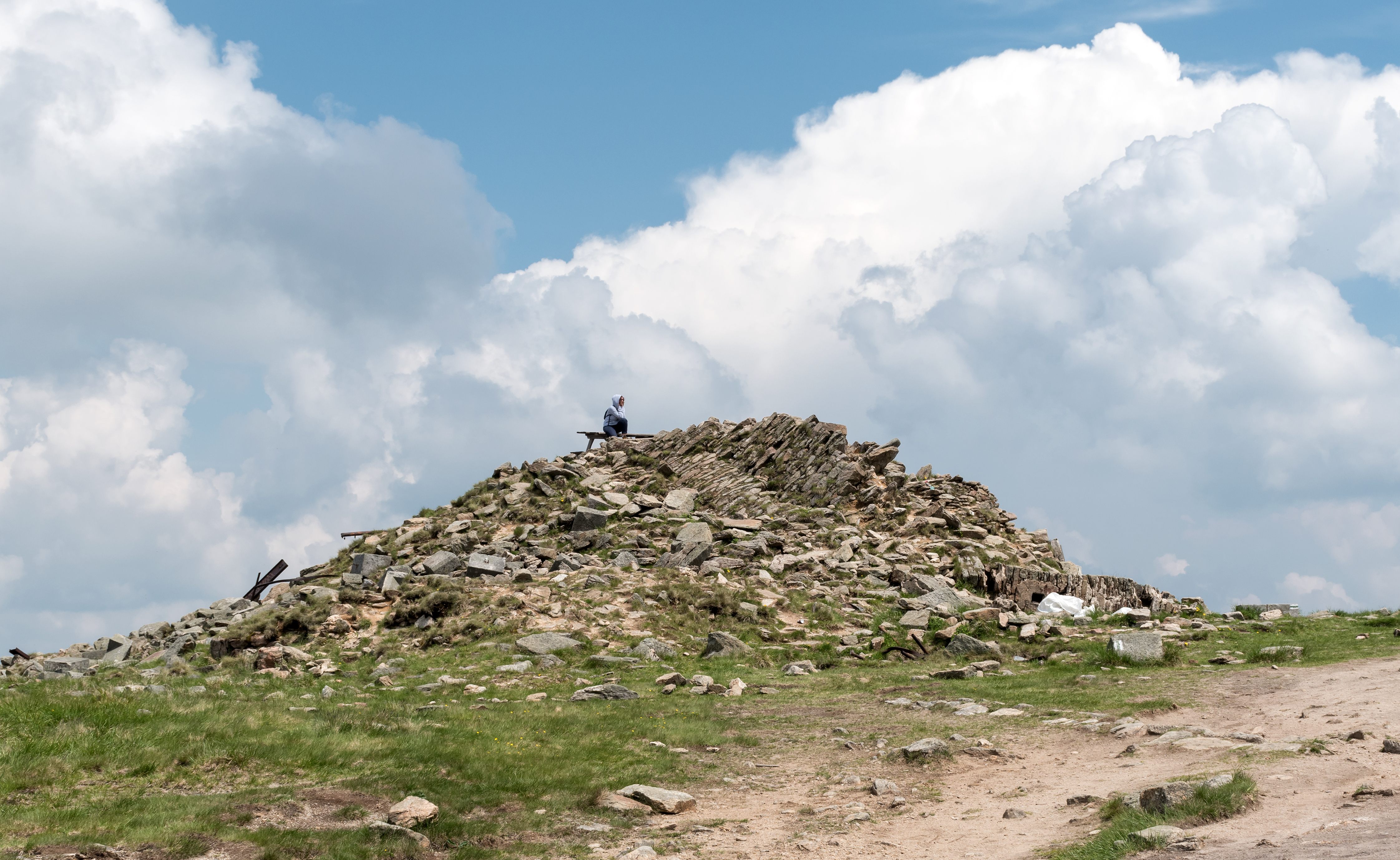
Dawne ruiny wieży widokowej, stan przed wybudowaniem nowej wieży

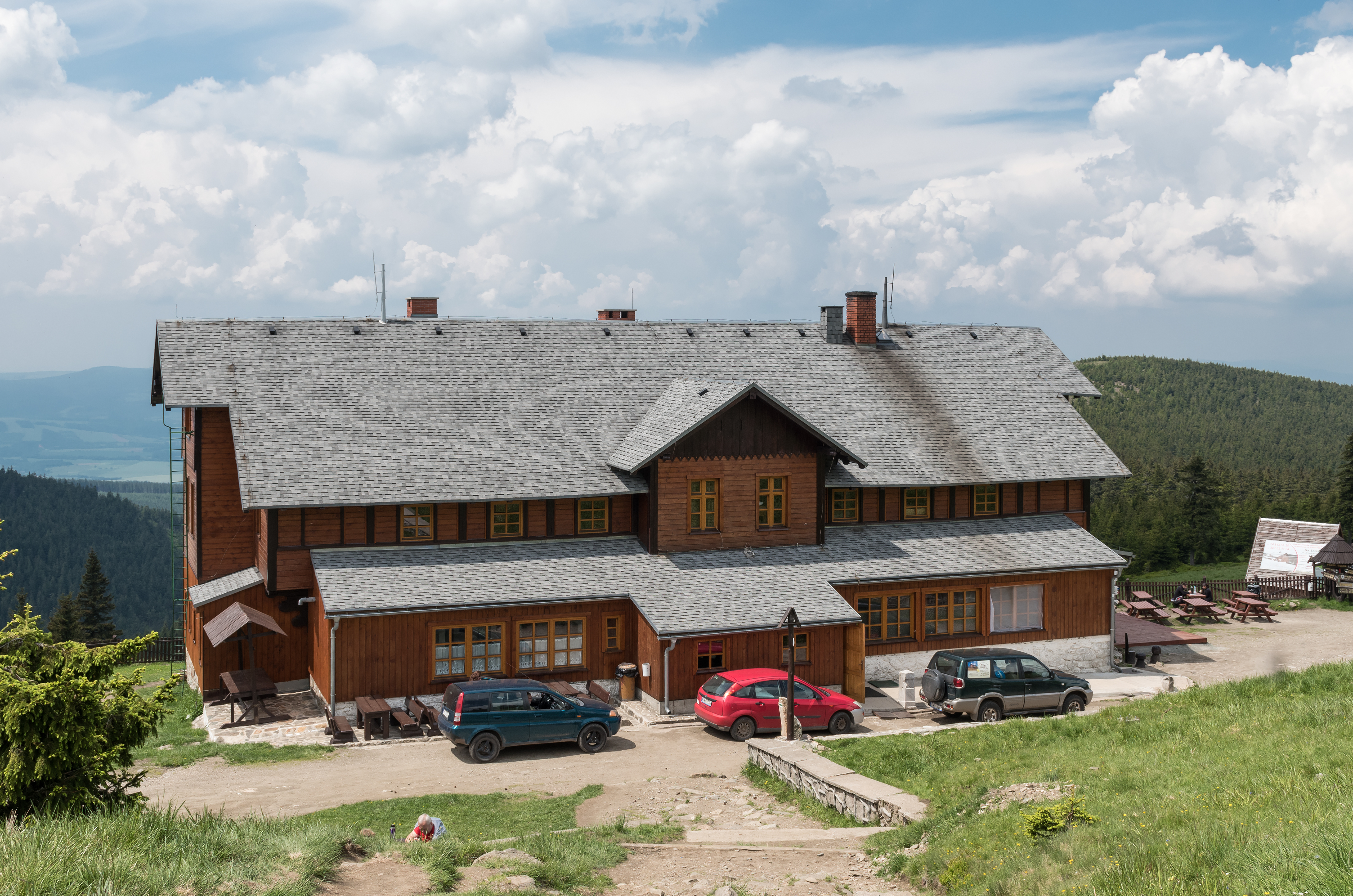
Schronisko PTTK „Na Śnieżniku”

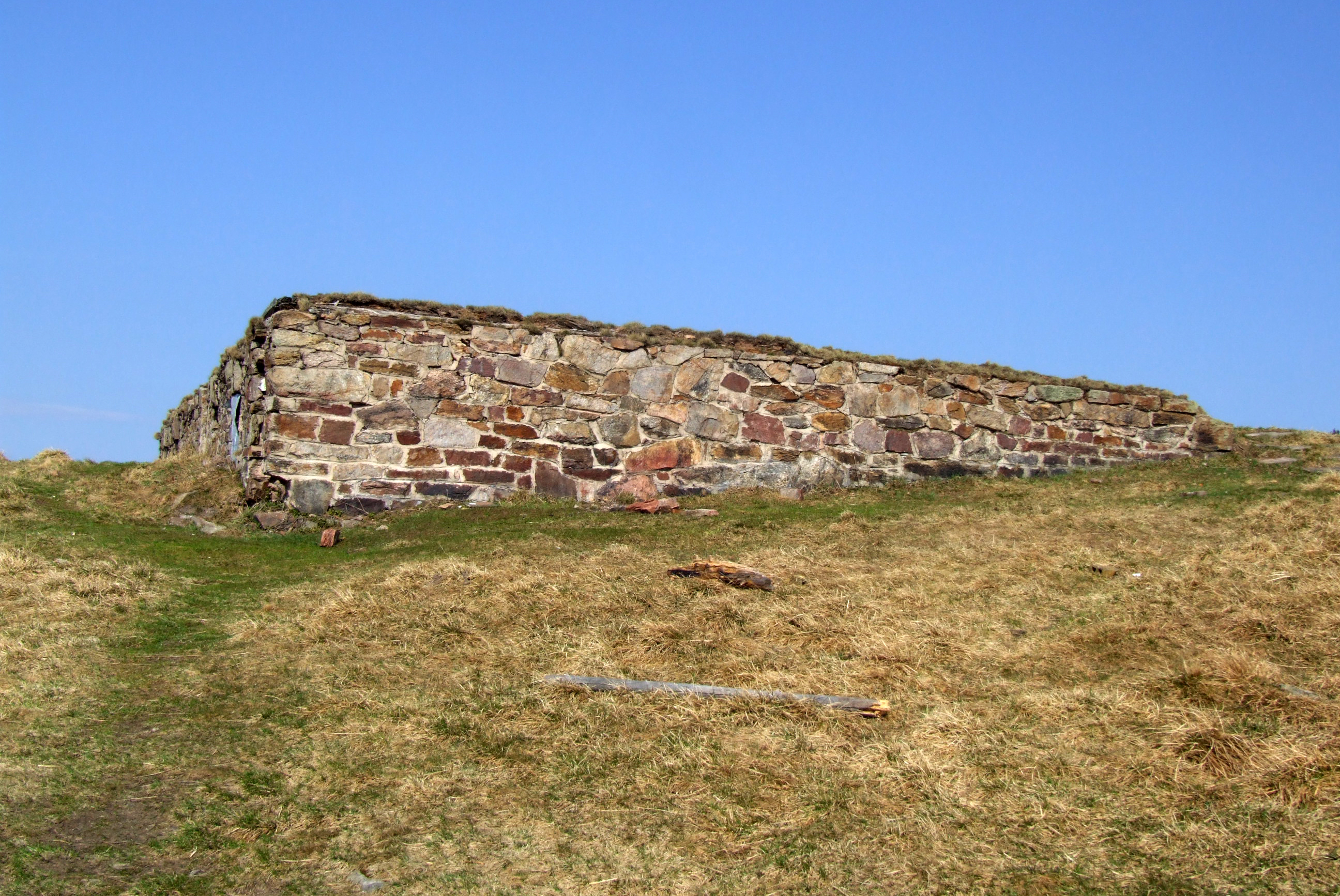
Ruiny schroniska „Liechtensteinschutzhaus”

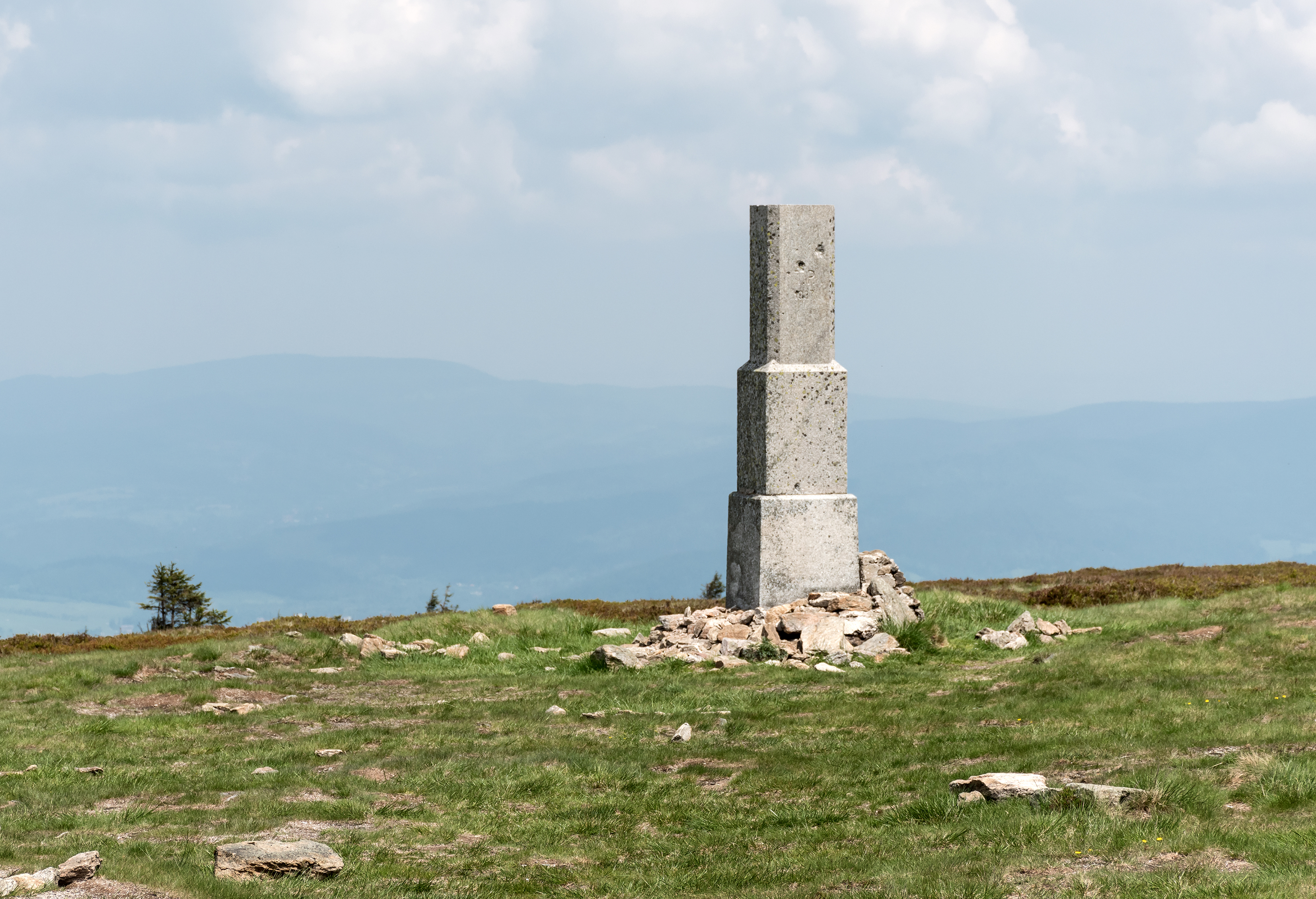
Punkt triangulacyjny na szczycie

Śnieżnik (1425 m n.p.m.), zwany też Śnieżnikiem Kłodzkim dawniej Kładską Śnieżką, cz. Králický Sněžník, niem. Glatzer Schneeberg, Spieglitzer Schneeberg – najwyższy, graniczny szczyt po polskiej stronie w Sudetach Wschodnich i w Masywie Śnieżnika.

## Charakterystyka geograficzna
Śnieżnik jest najwyższym szczytem Masywu Śnieżnika i 17. co do wysokości w całych Sudetach. Jest on jedyną górą w masywie Śnieżnika, która wystaje ponad górną granicę lasu.

### Grzbiety
Śnieżnik jest rozrogiem – zwornikiem sześciu grzbietów:
- grzbietu północnego ze Żmijowcem, Rudką, Janowcem i Krzyżnikiem, Czarną Górą i Krowiarkami,
- północno-wschodniego ramienia góry Stromej (1166 m n.p.m.) i Młyńska (991 m n.p.m.),
- wschodniego grzbietu granicznego schodzącego do Przełęczy Płoszczyna,
- południowego grzbietu Sušiny i Podbělki, położonego w całości w Czechach,
- południowo-zachodniego grzbietu granicznego, z Małym Śnieżnikiem i Trójmorskim Wierchem,
- zachodniego ramienia Średniaka (1210 m n.p.m.).

### Europejski dział wód
Śnieżnik leży na europejskim dziale wodnym mórz Czarnego i Bałtyckiego. Przebieg działu pokrywa się w obrębie szczytu z przebiegiem granicy państwowej – potoki polskiej strony spływają do Bałtyku, czeskiej – do Morza Czarnego.

## Budowa geologiczna

### Skały metamorficzne
Śnieżnik zbudowany jest ze skał metamorficznych. Wschodnia część góry jest zbudowana z lokalnych odmian gnejsów, zwanych śnieżnickimi i gierałtowskimi. Zachodnią część tworzą metamorficzne łupki łyszczykowe. Występują tu także soczewy marmurów, jak również łupków łyszczykowych z granatami, łupków kwarcowych, łupków grafitowych, amfibolitów, serpentynitów i eklogitów. Skały te należą do metamorfiku Lądka i Śnieżnika.

### Rzeźba glacjalna
Na stokach Śnieżnika występują rumowiska skalne, powstałe w czasie plejstocenu w klimacie peryglacjalnym. Z tego samego okresu pochodzi nisza niwalna w południowym zboczu. W zagłębieniu tym ok. 200 m od szczytu, bierze początek Morawa, jedna z większych rzek Czech i największa rzeka Moraw.

## Górnictwo
W niższych partiach Śnieżnika znajdują się sztolnie poszukiwawcze za złożami uranu.

## Przyroda
Świat roślinny i zwierzęcy Śnieżnika jest najbogatszy w całych Sudetach, ponieważ przebiegają tam granice zasięgów występowania wielu gatunków – sudeckich, karpackich, alpejskich, a nawet śródziemnomorskich.

### Piętrowy układ roślinności
Wyraźnie zaznaczony jest piętrowy układ roślinności:
- do 500 m n.p.m. – użytki rolne, zazwyczaj łąki; występują m.in. pełnik europejski, dziewięćsił bezłodygowy,
- 500–1000 m n.p.m. – regiel dolny w postaci borów świerkowych lub lasów mieszanych świerkowo-bukowych,
- 1000–1250 m n.p.m. – regiel górny – bór świerkowy, w runie występują borówki czernica i brusznica,
- powyżej 1250 m n.p.m. – łąki górskie.

Te ostatnie posiadają największą wartość przyrodniczą. Występują tu licznie gatunki roślin rzadkich i chronionych oraz sztucznie wprowadzona kosodrzewina.

### Fauna
Świat zwierzęcy obfituje w cenne gatunki: muflony (sztucznie wprowadzony), cietrzewie, głuszce. Wśród płazów występują salamandra plamista i traszka górska, wśród gadów zaskroniec i żmija zygzakowata. Obecne są tu również endemiczne gatunki chrząszczy, błonkówek, muchówek i pajęczaków.

### Ochrona przyrody
Dla ochrony przyrody ożywionej utworzono na Śnieżniku już w 1938 roku rezerwat przyrody, odtworzony pod polskimi rządami w 1965 roku jako ścisły. Obejmuje on część szczytową powyżej wysokości 1150 m n.p.m., jego powierzchnia wynosi 192 ha.
W roku 1977 utworzono Rezerwat przyrody Jaskinia Niedźwiedzia, a w 1981 Śnieżnicki Park Krajobrazowy, obejmujący Masyw Śnieżnika, Góry Bialskie i Góry Złote.

## Turystyka

### Historia
Śnieżnik musiał być znany turystom już pod koniec XVIII wieku – z tego okresu pochodzą pierwsze utrwalone informacje (panoramy i wzmianki pisane). Prawdziwy rozkwit turystyki rozpoczął się w 1838 roku, kiedy to Śnieżnik i jego okolice stały się własnością królewny Marianny Orańskiej. Szczyt stał się modnym celem wędrówek – między innymi podziwiano na nim wschody i zachody słońca.
W 1871 roku na zlecenie księżnej zbudowano na Hali pod Śnieżnikiem schronisko, które stoi do dziś.
Śnieżnik był tak popularny, że w latach 1895–1899 zbudowano tutaj kamienną wieżę widokową w kształcie cylindrycznej baszty. Wzniesiona została z inicjatywy Kłodzkiego Towarzystwa Górskiego i miała służyć podniesieniu atrakcyjności wycieczek na szczyt. Potężna konstrukcja, nawiązująca do modnego wówczas romantycznego stylu naśladującego średniowiecze, miała 6 kondygnacji i wysokość 33,5 m. Nadano jej imię cesarza Wilhelma I i dobudowano budynek mieszczący małe schronisko.
W 1912 roku po czeskiej (wówczas austro-węgierskiej) stronie, w pobliżu źródeł Morawy, MSSGV oddało do użytku kolejne schronisko – Schronisko księcia Liechtensteina na Śnieżniku (Fürst Johann Liechtenstein Schutzhaus).
Po II wojnie światowej infrastruktura turystyczna zaczęła podupadać. W 1971 roku rozebrano czeskie schronisko (do dziś widoczne są fundamenty), a 11 października 1973 roku wysadzono w powietrze solidną, wbrew opiniom o złym stanie technicznym, lecz zaniedbaną wieżę widokową. Jej resztki przez wiele lat tworzyły kulminację na kopule szczytowej góry.
Dla Czechów symbolem Śnieżnika jest kamienna rzeźba słonia stojąca obok fundamentów schroniska po czeskiej stronie granicy. Rzeźbę ustawili w 1932 roku członkowie grupy artystycznej Jescher zaprzyjaźnieni z dzierżawcą schroniska Liechtensteina Oskarem Gutwinskim. Nazwa grupy miała pochodzić od odgłosu (w języku niemieckim), który wydaje kichający słoń.
26 września 2022 r. do użytku turystów została oddana w miejscu starej nowa wieża widokowa.

### Przejście graniczne
Od połowy lat 90. XX w. dla pieszych na szczycie funkcjonowało (do 21 grudnia 2007 – dnia przystąpienia Polski i Czech do Układu z Schengen) turystyczne przejście graniczne Śnieżnik – Vrchol Kralického Snežníku.
Na szczycie znajduje się znak graniczny o numerze V/69/10.

### Szlaki turystyczne
Przez szczyt Śnieżnika przechodzą szlaki turystyczne:
- (polski) od schroniska „Na Śnieżniku” do Przełęczy Płoszczyna i dalej do Bielic,
- (czeski) od wsi Vélka Morava, kończący się na szczycie,
- (czeski) z Králíków do Ramzovej.

### Korony Gór
Śnieżnik należy do Korony Gór Polski oraz Korony Gór Dolnego Śląska.

### Dalekie obserwacje
Ze Śnieżnika możliwa jest obserwacja alpejskich szczytów w Austrii położonych w masywie Rax-Schneeberg-Gruppe (Alpy Styryjsko-Dolnoaustriackie) oddalonych o około 281–292 km. Zostało to dowiedzione 2 stycznia 2020 roku przez dr. hab. Krzysztofa Strasburgera oraz potwierdzone 15 lutego 2021 roku przez Artura Robaka, Tobiasza Rangno w asyście Zbigniewa Kasprzaka. Obserwacje te są obecnie (luty 2021) rekordowymi dokonaniami w tej dziedzinie w Polsce. Przy niestandardowej refrakcji atmosferycznej sfotografowano szczyty Heukuppe (2007 m) i Schneeberg (2076 m).

## Nawiązania i odniesienia w kulturze
Przez Śnieżnik przechodzili w drodze do rodzinnego Prudnika bohaterowie powieści Lato umarłych snów autorstwa niemieckiego pisarza Harry’ego Thürka.